# 오리진 (단체)
오리진(ORIGIN)은 1963년 9월에 창립된 서양화 부분의 모임이다. 홍익대학교 출신 청년작가들의 전위적인 모임이며, 1960년대 이후의 해외 미술사조에 가장 민감한 반응을 보인 모임의 하나로 화단의 주목을 끌어왔다. 신선한 감각으로 이 시기에 주류를 이룬 옵 아트의 미학을 추구해 왔다. 1971년에 제5회 발표전을 개최하였다. 창립동인은 서승원, 권영우, 이승조, 이상락, 김수익, 최명영, 김택화, 신기옥, 김기철, 한기주, 이근범, 이호영, 이재호 등이 있다. 